# Сражение при Сан-Хуане и Чоррильосе
Сражение при Сан-Хуане и Чоррильосе (исп. Batalla de San Juan y Chorrillos) — сражение, произошедшее 13 января 1881 года во время Второй тихоокеанской войны. После восьмичасовых боёв на разных участках укрепленной линии перуанцев чилийская армия одержала победу.
После провала конференции в Арике, отказа Боливии от предложений Чили выйти из союза с Перу и отказа Перу от переговоров чилийское правительство решило захватить Лиму. 22 декабря 1880 года 15 000 чилийских солдат без противодействия со стороны перуанцев высадились с 29 транспортов под прикрытием броненосцев в Кураяко и Лурине и разбили свой лагерь в Луринской долине. До Лимы было немногим более 20 км по прямой. Для разведки местности экспедиционная армия провела несколько разведок боем в районе между перуанской линией обороны и Лурином.
Перуанский президент Николас де Пьерола приказал построить на ближних подступах к Лиме две оборонительные линии, первая из которых имела длину примерно 15 километров и простиралась от Морро-Солар и холма Маркавилька, на окраине Чоррильоса, до Сан-Хуана и холмов Памплона. Вторая линия обороны протянулась от Мирафлорес до Асьенды Васкес. Они представляли собой стены высотой от одного метра до полутора метров, сложенные из камней. На перевалах Санта-Тереза, Сан-Хуан и других местах защитники установили мины, которые взрывались под тяжестью солдата. На железнодорожной линии Мирафлорес — Чоррильос стоял бронепоезд, оснащенный пушками. Армия Перу состояла из четырех армейских корпусов. Генерал Педро Силва Хиль был начальником штаба.

Карта-схема сражения.

К середине января 1881 года чилийская армия под командованием генерала Мануэля Бакедано развернула свои четыре дивизии. В чилийском генеральном штабе было две альтернативы разгрому перуанской обороны, но на состоявшемся 11 января военном совете генеральный штаб решился на лобовую атаку, из-за сложности и опасности обходного маневра.
Сражение началось около 04:30 утра 13 января 1881 года с внезапной атаки двух дивизий чилийской армии на сектора Вилья и Сан-Хуан. Дивизия Линча атаковала перуанский правый фланг, защищавший дома Вильи, который после ожесточённых боёв, а также обстреливаемый с кораблей чилийского флота отступил около 8:00 утра к холму Морро-Солар, расположенному перед Чоррильосом,.
Дивизия генерала Эмилио Сотомайора, которой было приказано атаковать центр перуанской линии, заблудилась и на час позже атаковал севернее, между Сан-Хуаном и Памплоной. Перуанцы оказали сопротивление, но, подавленные количеством атакующих и их умелым командованием, отступили, оставив Сан-Хуан. Центральный сектор стал целью вражеского натиска, когда он был полуокружён с левого фланга. Атака чилийцев создала неприкрытый промежуток между левым флангом и центром перуанцев, который расширялся за счет ввода дополнительных чилийских сил и натиска их кавалерии. Многие наспех сформированные части перуанской армии не оказали достойного сопротивления и бежали. Первая фаза битвы закончилась между 8.30 и 9.00.
Затем бой продолжился за Морро-Солар, куда полковник Иглесиас отступил с собранными солдатами из пехотных батальонов и примерно 100 артиллеристами, которые, будучи окружёнными, героически удерживали этот последний оплот сопротивления. Полковник Суарес, имевший почти нетронутый общий резерв, несмотря на неоднократные просьбы полковника Касереса, не прибыл на защиту Морро-Солара, который, наконец, был занят чилийскими войсками.
После действий в Сан-Хуане генерал Бакедано в 10:30 утра направил всю дивизию Эмилио Сотомайора в Чоррильос. Перуанцы, в свою очередь, отправили туда батальоны корпуса Суареса, до этого не участвовавшие в боях. Суарес возглавил оборону курортного городка, который был окружен, и чилийцы ворвались на его улицы. Перуанские защитники укрывались в домах и оттуда вели огонь. Чилийцы, чтобы их выбить, подожгли дома. С линии Мирафлорес был отправлен в качестве подкрепления бронепоезд, но он был остановлен огнем артиллерии и чилийской пехоты. Войска Суареса, наконец, отошли к Барранко, а затем в направлении укрепленной линии Мирафлорес.
Сражение закончилось в 14:30. После победы захватчики приступили к грабежу Чоррильоса и Барранко. Так как в этих курортных городках было разграблено и повреждено имущество, принадлежавшее иностранцам, те в основном были заинтересованы в установлении режима прекращения огня. На следующий день иностранные и чилийские дипломаты встретились, чтобы договориться о перемирии. Так как генерал Мануэль Бакедано, командующий чилийской армией, потребовал от перуанцев сдачи Кальяо, то 15 января перемирие было прекращено, и началось сражение при Мирафлоресе.